# Drei Klavierstücke (Järnefelt)
Drei Klavierstücke (opus 4) is een compositie uit  1895 van de Finse componist Armas Järnefelt. Het is geschreven voor piano. Järnefelt was zelf pianist en begeleidde in die hoedanigheid vaak zijn vrouw Maikki Järnefelt.
De drie verzamelde stukjes zijn:
I Etude (Prestissimo), in b-mineur (2/4 maat)
een zeer snelle staccato-oefening in toccatastijl, waarbij het pedaal slechts in de twee slotakkoorden wordt gebruikt
II Valse (Tempo di Valse), in e-mineur (3/4 maat)
een elegante wals
III (Allegro con brio), in Es majeur (₵ maat)
een virtuoos bravourestukje met onstuimige beweging, in rondovorm.
Volgens een studie naar de composities van Armas Järnefelt zou het eigenlijk uitgegeven worden door Alex E. Lindgren uit Helsinki, maar het verscheen via Edition Wilhelm Hansen. Daarbij verscheen “opus 4” in de print. Tijdens diezelfde studie bleek dat dit het enige werk van Järnefelt is dat een opusnummer heeft meegekregen. De uitgave van Wilhelm Hansen vermeldde in de uitgave trouwens geen enkel ander werk van deze componist.
Karl Ekman, aan wie de stukjes zijn opgedragen, was een destijds befaamd pianist.